# 송몽규
송몽규(宋夢奎, 1917년 9월 29일 ~ 1945년 3월 7일)는 일제강점기 조선의 독립운동가 겸 수필가이다.

## 생애

### 일생
본관은 은진(恩津)이고 국민정부 시대 중화민국 룽징 지신진 명동촌에서 출생하여 지난날 한때 일제 강점기 함경북도 경흥에서 잠시 유아기를 보낸 적이 있고 시인 윤동주의 고종사촌 형인 그는 일찍이 룽징 언진중학교 재학 중에 학교 교목이었던 명희조 선생의 주선을 받아 백범 김구 국무령의 예하 지도 편달로 훈련 교습을 주행하던 중화민국 허난 성 뤄양 중앙육군군관학교에 입학하여 독립운동에 투신하였고, 일본 교토 제국대학교에 유학 시절 특별고등경찰의 감시를 받던 중 1943년 7월 10일에 교토에서 특별고등경찰에 의해 치안유지법 위반으로 붙잡혀 일본 후쿠오카 형무소에서 옥사하였다.
이후 교토 제국대학교에서는 제적 조치 처분되었다.

#### 체포와 옥사
1942년 4월, 교토제국대학교 문학부 사학과 선과생(選科生)으로 합격하여 유학을 한다. 그러나 1943년 7월 10일, 한국 유학생 모임에서 민족의 장래에 대해 말한 것을 이유로 송몽규는 '재교토 조선인 학생 민족주의그룹 사건 책동'이란 혐의로 체포되었다. 재판에서 징역 2년형의 판결을 받은 송몽규는 후쿠오카 형무소로 이송되어 이름 모를 주사를 맞고, 1945년 3월 7일에 향년 29세로 사망하였다.

## 가계 및 친척 관계
- 친증조부: 송재호(宋在浩)
  - 친조부: 송시억(宋時玉, 1870~1929)
  - 친조모: 장씨부인(1872~?)
    - 아버지: 송창희(宋昌熙, 1891~1971)
    - 어머니: 윤신영(尹信永, 1897~?)
      - 누이: 송한복(1923.7.3. ~ 2012.9.29.)
      - 아우: 송우규(1931.3.20. ~ 2018.4.8.)
        - 조카: 송우혜(宋友惠, 1947.12.5. ~ 2024.12.29) - 소설가.
        - 조카: 송경혜
        - 조카: 송경옥
- 외증조부: 윤재옥
  - 외조부: 윤하현(尹夏鉉, 1875.3.8. ~ 1948.9.4.)
  - 외조모: 강씨부인(1873.2.1. ~ 1947.5.27.)
    - 외숙부: 윤영석(尹永錫, 1895.8.1.~ 1965.4.20.)
    - 외숙모: 김용(金龍, 1891.10.1. ~ 1948.9.26.)
      - 외종사촌동생: 윤동주(尹東柱, 1917.12.30. ~ 1945.2.16.)
      - 외종사촌동생: 윤일주(尹一柱, 1927.11.23. ~ 1985.11.28.)
      - 외종사촌동생: 윤광주(尹光柱, 1930.6.19. ~ 1966.10.8.)
      - 외종사촌동생: 윤범환(尹範煥, 1932.9.29. ~ 1937.8.23.)

    - 외종숙: 윤영선(尹永善, 1902.5.15. ~ 1933.12.11.)
    - 외종숙모: 남씨부인(별세)
      - 외재종육촌동생: 윤성주(尹星柱, 1928.11.17. ~ 1958.10.16.)
      - 외재종육촌동생: 윤성환(尹星煥, 1930.11.21. ~ 1956.1.14.)
      - 외재종육촌동생: 윤광환(尹光煥, 1932.11.26. ~ 1961.12.27.)

## 학력
- 1930년 명동소학교 졸업 (동기동창: 윤동주, 문익환)
- 1936년 은진중학교 졸업 (동기동창: 윤동주, 문익환)
- 1937년 중화민국 허난 성 뤄양 중앙육군군관학교 졸업
- 1942년 경성 연희전문학교 학사
- 1943년 일본 교토 제국대학교 사학과 제적

## 작품
- 1935년 동아일보 신춘문예 콩트 당선 - "술가락"
- (1938년 8월 16일 作) 조선일보 1938년 9월 12일 혹은 20일에 실린 - "밤"
- 1941년 연희전문학교 문과 학생회 잡지 <문우>에 실린 - "하늘과 더부러"

## 관련 영화
- 2016년 《동주》- 배우 박정민